# Campionati mondiali di skeleton 2008
I Campionati mondiali di skeleton 2008, diciannovesima edizione della manifestazione organizzata dalla Federazione Internazionale di Bob e Skeleton, si tennero dal 18 al 23 febbraio 2008 ad Altenberg, in Germania, sulla Rennschlitten- und Bobbahn Altenberg, la stessa sulla quale si svolsero le rassegne iridate del 1994 e del 1999; furono disputate gare in due differenti specialità: nel singolo uomini e nel singolo donne e le vittorie furono ottenute rispettivamente dal britannico Kristan Bromley e dalla tedesca Anja Huber.
Anche questa edizione, come ormai da prassi iniziata nella rassegna di Schönau am Königssee 2004, si svolse contestualmente a quella del bob e proprio insieme agli atleti di quest'ultima disciplina fu assegnato il titolo nella prova a squadre che vide trionfare la squadra tedesca.

## Risultati

### Singolo uomini
La gara fu disputata il 21 ed il 22 febbraio nell'arco di quattro manches e presero parte alla competizione 31 atleti in rappresentanza di 17 differenti nazioni; campione uscente era lo svizzero Gregor Stähli, non presente a questa edizione dei mondiali, ed il titolo fu conquistato dal britannico Kristan Bromley davanti al canadese Jon Montgomery ed al tedesco Frank Rommel.
| Pos. | Atleti               | Nazione       | Tempo   | Distacco |
| ---- | -------------------- | ------------- | ------- | -------- |
|      | Kristan Bromley      | Gran Bretagna | 3'54"71 |          |
|      | Jon Montgomery       | Canada        | 3'55"39 | +0"68    |
|      | Frank Rommel         | Germania      | 3'55"45 | +0"74    |
| 4    | Florian Grassl       | Germania      | 3'55"50 | +0"79    |
| 5    | Martins Dukurs       | Lettonia      | 3'56"20 | +1"49    |
| 6    | Zach Lund            | Stati Uniti   | 3'56"28 | +1"57    |
| 7    | Sebastian Haupt      | Germania      | 3'56"65 | +1"94    |
| 8    | Jeff Pain            | Canada        | 3'56"76 | +2"05    |
| 9    | Aleksandr Tret'jakov | Russia        | 3'56"90 | +2"19    |
| 10   | Adam Pengilly        | Gran Bretagna | 3'56"96 | +2"25    |

### Singolo donne
La gara fu disputata il 22 ed il 23 febbraio nell'arco di quattro manches e presero parte alla competizione 26 atlete in rappresentanza di 13 differenti nazioni; campionessa uscente era la statunitense Noelle Pikus-Pace, non presente a questa edizione dei mondiali, ed il titolo fu conquistato dalla tedesca Anja Huber davanti all'americana Katie Uhlaender, già medaglia di bronzo nella precedente edizione, ed all'altra tedesca Kerstin Jürgens, che giunse terza anche a Schönau am Königssee 2004.
| Pos. | Atleti                | Nazione       | Tempo   | Distacco |
| ---- | --------------------- | ------------- | ------- | -------- |
|      | Anja Huber            | Germania      | 4'02"78 |          |
|      | Katie Uhlaender       | Stati Uniti   | 4'03"08 | +0"30    |
|      | Kerstin Jürgens       | Germania      | 4'03"90 | +1"12    |
| 4    | Michelle Kelly        | Canada        | 4'04"07 | +1"29    |
| 5    | Amy Williams          | Gran Bretagna | 4'04"12 | +1"34    |
| 6    | Mellisa Hollingsworth | Canada        | 4'04"83 | +2"05    |
| 7    | Marion Trott          | Germania      | 4'05"01 | +2"23    |
| 8    | Sarah Reid            | Canada        | 4'06"82 | +4"04    |
| 9    | Maggie Davies         | Gran Bretagna | 4'08"02 | +5"24    |
| 10   | Svetlana Trunova      | Russia        | 4'08"03 | +5"25    |

### Gara a squadre
La gara fu disputata il 18 febbraio ed ogni squadra nazionale poté prendere parte alla competizione con un'unica formazione; nello specifico la prova vide la partenza di uno skeletonista, di un equipaggio del bob a due femminile, di una skeletonista e di un equipaggio del bob a due maschile per ognuna delle 6 formazioni, che gareggiarono ciascuno in una singola manche; la somma totale dei tempi così ottenuti laureò campione la squadra tedesca di Sebastian Haupt, Sandra Kiriasis, Berit Wiacker, Anja Huber, Matthias Höpfner ed Alexander Mann davanti a quella canadese composta da Jon Montgomery, Kaillie Humphries, Jenni Hucul, Michelle Kelly, Lyndon Rush e Nathan Cross e da quella statunitense formata da Zach Lund, Erin Pac, Emily Azevedo, Katie Uhlaender, Steven Holcomb e Curtis Tomasevicz.
| Pos. | Squadra       | Atleti | Tempo   | Distacco |
| ---- | ------------- | --- | ------- | -------- |
|      | Germania      | Sebastian Haupt Sandra Kiriasis / Berit Wiacker Anja Huber Matthias Höpfner / Alexander Mann                     | 3'57"20 |          |
|      | Canada        | Jon Montgomery Kaillie Humphries / Jenni Hucul Michelle Kelly Lyndon Rush / Nathan Cross                         | 3'58"98 | +1"78    |
|      | Stati Uniti   | Zach Lund Erin Pac / Emily Azevedo Katie Uhlaender Steven Holcomb / Curtis Tomasevicz                            | 3'59"07 | +1"87    |
| 4    | Gran Bretagna | Anthony Sawyer Nicola Minichiello / Joanne John Amy Williams John Jackson / James Devlin                         | 3'59"51 | +2"31    |
| 5    | Russia        | Aleksandr Tret'jakov Viktorija Tokovaja / Jana Vinochodova Svetlana Trunova Dmitrij Abramovič / Sergej Prudnikov | 4'01"96 | +4"76    |
| 6    | Svizzera      | Daniel Mächler Sabine Hafner / Cora Huber Jessica Kilian Daniel Schmid / Markus Lüthi                            | 4'02"88 | +5"68    |

## Medagliere
| Posizione | Nazione       | Oro | Argento | Bronzo | Totale |
| --------- | ------------- | --- | ------- | ------ | ------ |
| 1         | Germania      | 2   | 0       | 2      | 4      |
| 2         | Gran Bretagna | 1   | 0       | 0      | 1      |
| 3         | Canada        | 0   | 2       | 0      | 2      |
| 4         | Stati Uniti   | 0   | 1       | 1      | 2      |
| Totale    | Totale        | 3   | 3       | 3      | 9      |